# 광주 e스포츠 경기장
광주 e스포츠 경기장(Gwangju E-Sports Arena)는 대한민국 광주광역시 동구에 위치한 e스포츠 경기장이다.

## 시설
- 주경기장
- 보조경기장

## 대회
- 광주 이스포츠 챔피언쉽 시즌1 (예정)

## 같이 보기
- E스포츠
- 대한민국의 e스포츠 경기장 목록